# Ellerbe Becket

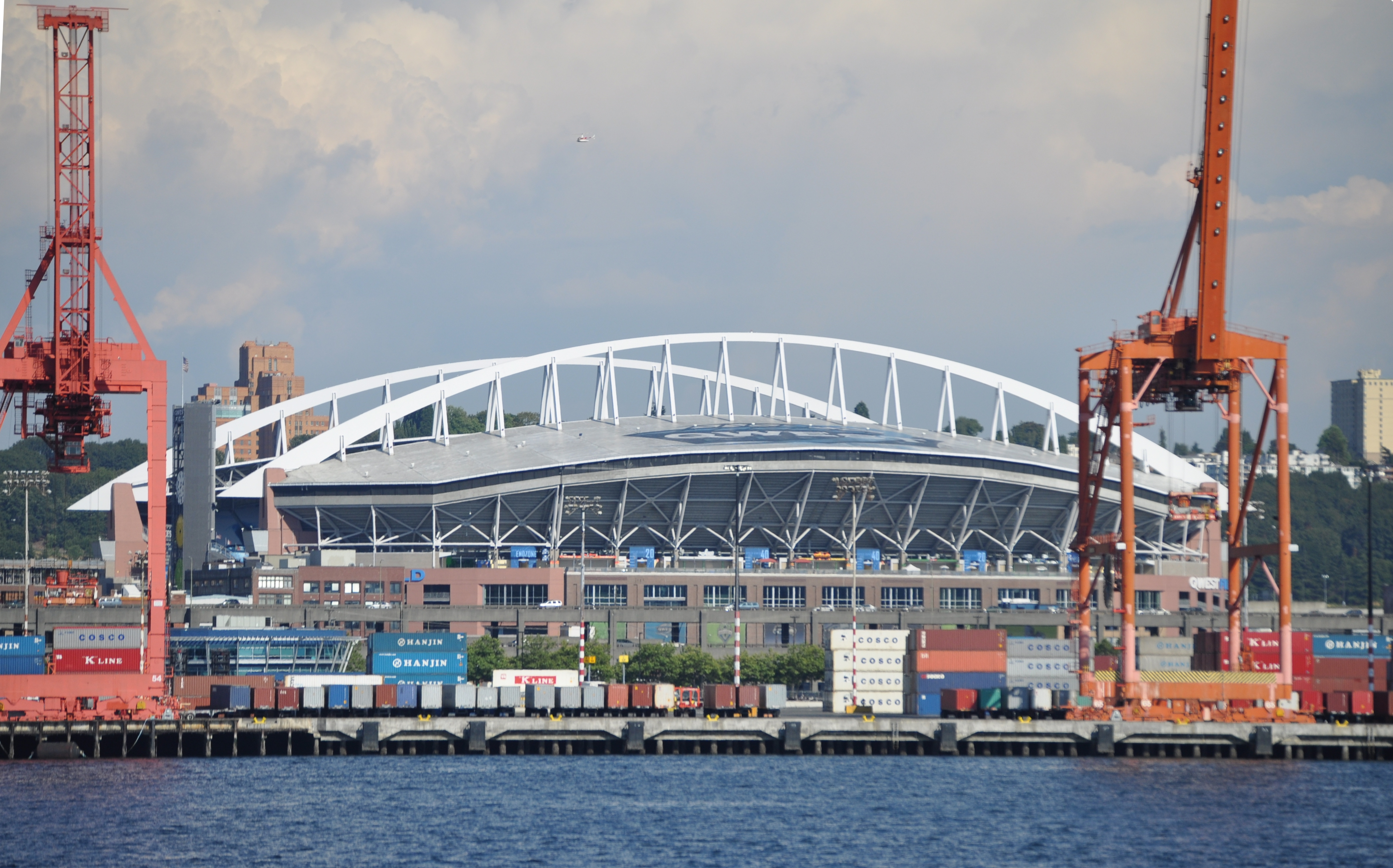
CenturyLink Field i Seattle är ett av Ellerbe Beckets verk.

Ellerbe Becket är ett Minnesota-baserat företag som är en av världens största arkitektfirmor. Företaget har också kontor i Dallas, Kansas City, San Francisco, Washington, D.C., Dubai, Förenade Arabemiraten och Qatar.

## Projekt
Företaget ligger bland annat bakom byggnader som:
- CenturyLink Field
- Kingdom Centre
- Ronald Reagan Building
- Gonda Building
- Spectrum Center
- Centennial Olympic Stadium
- Verizon Center
- TD Garden
- Tampa Bay Times Forum
- Wachovia Center
- Scottrade Center
- Madison Square Garden
- HSBC Arena